# Final da Copa do Mundo de Clubes da FIFA de 2021
A final da Copa do Mundo de Clubes da FIFA 2021 foi a última partida da Copa do Mundo de Clubes da FIFA 2021, um torneio internacional de futebol de clubes organizado pelos Emirados Árabes Unidos. Foi a 18ª final da Copa do Mundo de Clubes da FIFA, um torneio organizado pela FIFA entre os campeões de cada uma das seis confederações continentais, bem como os campeões da liga do país anfitrião. O Chelsea venceu a final por 2–1 contra o Palmeiras.

## Estádio
Al Jazira Mohammed Bin Zayed Stadium, é um estádio multi-uso que fica em Abu Dhabi, Emirados Árabes Unidos. Atualmente, é utilizado principalmente para jogos de futebol e críquete e é a casa do Al-Jazira Club.
O estádio original tinha capacidade para 15 mil pessoas, mas atualmente está passando por uma reforma de expansão e passará a comportar 40 mil pessoas, além de transformá-lo em um dos estádios mais modernos e confortáveis do mundo. O programa de expansão também inclui a construção de duas torres residenciais.

## Caminho para a final
| Chelsea      | Chelsea      | Equipe                               | Palmeiras    | Palmeiras    |
| ------------ | ------------ | ------------------------------------ | ------------ | ------------ |
| Oponente     | Resultado    | Copa do Mundo de Clubes da FIFA 2021 | Oponente     | Resultado    |
| não disputou | não disputou | Segunda rodada                       | não disputou | não disputou |
| Al-Hilal     | 1–0          | Semifinais                           | Al-Ahly      | 2–0          |

## Partida

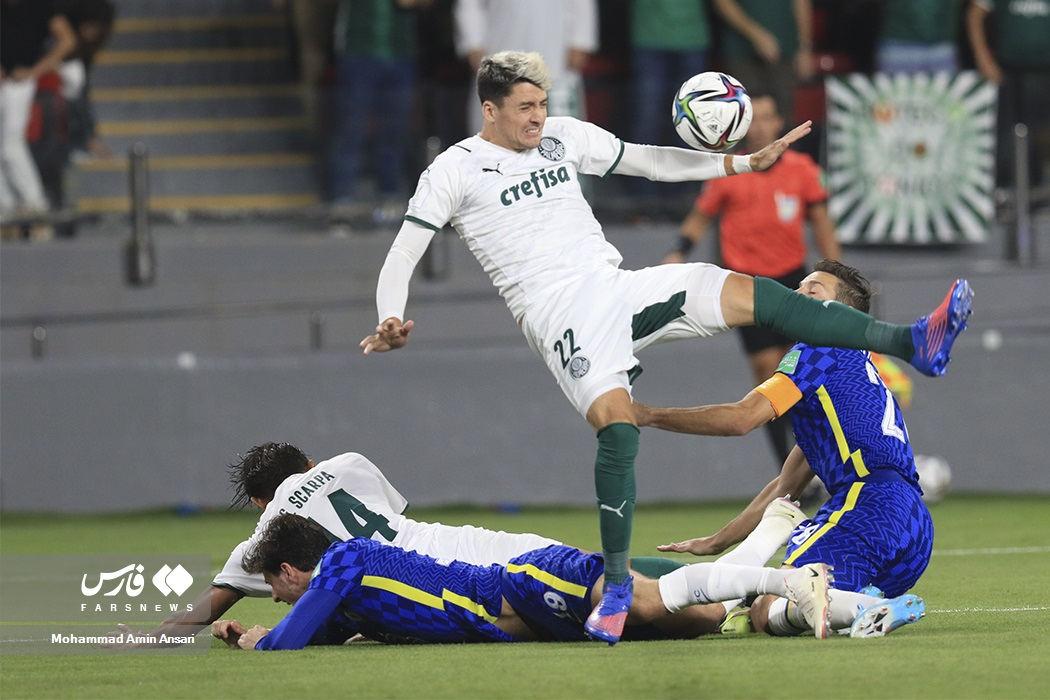
Jogadores do Chelsea e do Palmeiras em uma disputa de bola na final

### Final

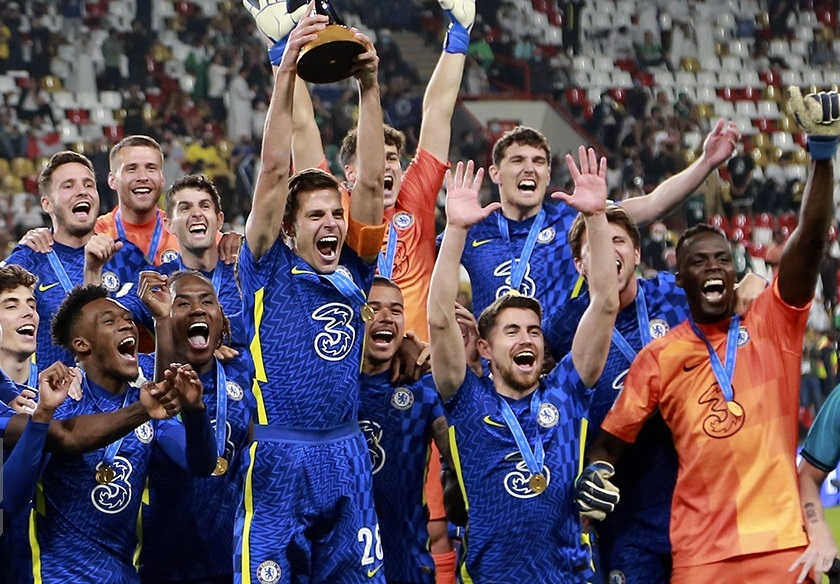
Equipe do Chelsea levanta o troféu de campeã

A partida entre Chelsea e Palmeiras que decidiu o Copa do Mundo de Clubes de 2021 foi bastante disputada no Estádio Mohammed Bin Zayed. As equipes empataram por 1–1, com o atacante belga Romelu Lukaku marcando para os ingleses aos nove minutos do segundo tempo e Raphael Veiga, de pênalti, marcado para os brasileiros, aos 18 minutos da segunda etapa.
O empate persistiu até o fim do tempo normal regulamentar, fazendo com que as equipes seguissem para a prorrogação, na qual o Chelsea levou a melhor, com o atacante alemão Kai Havertz marcando, também de pênalti, o gol da vitória, faltando três minutos para o fim do tempo extra. Com o resultado de 2–1, os Blues conquistaram seu primeiro título mundial e o Palmeiras ficou com o vice-campeonato.
| 12 de fevereiro de 2022 | Chelsea                         | 2 – 1 (pro) | Palmeiras               | Estádio Mohammed Bin Zayed, Abu Dhabi    |
| 20:30 (UTC+4)           | Lukaku 54' · Havertz 117' (pen) | Relatório   | Raphael Veiga 64' (pen) | Público: 32 871 Árbitro: AUS Chris Beath |

| Chelsea | Palmeiras |

| G             | 16 | Édouard Mendy         |      |     |
| Z             | 4  | Andreas Christensen   |      | 91' |
| Z             | 6  | Thiago Silva          |      |     |
| Z             | 2  | Antonio Rüdiger       |      |     |
| MD            | 28 | César Azpilicueta (c) |      |     |
| M             | 7  | N'Golo Kanté          |      |     |
| M             | 8  | Mateo Kovačić         |      | 91' |
| ME            | 20 | Callum Hudson-Odoi    |      | 76' |
| A             | 19 | Mason Mount           |      | 31' |
| A             | 9  | Romelu Lukaku         |      | 76' |
| A             | 29 | Kai Havertz           | 118' |     |
| Substitutes:  |    |                       |      |     |
| G             | 1  | Kepa Arrizabalaga     |      |     |
| G             | 13 | Marcus Bettinelli     |      |     |
| LE            | 3  | Marcos Alonso         |      |     |
| Z             | 14 | Trevoh Chalobah       |      |     |
| Z             | 31 | Malang Sarr           |      | 91' |
| V             | 5  | Jorginho              |      |     |
| M             | 17 | Saúl                  |      | 76' |
| M             | 18 | Ross Barkley          |      |     |
| A             | 22 | Hakim Ziyech          |      | 91' |
| A             | 23 | Kenedy                |      |     |
| A             | 10 | Christian Pulisic     |      | 31' |
| A             | 11 | Timo Werner           |      | 76' |
| Manager:      |    |                       |      |     |
| Thomas Tuchel |    |                       |      |     |

| G             | 21            | Weverton          |              |      |
| LD            | 2             | Marcos Rocha      |              | 118' |
| Z             | 15            | Gustavo Gómez (c) |              |      |
| Z             | 13            | Luan              | 115', 120+6' |      |
| LE            | 22            | Joaquín Piquerez  |              |      |
| V             | 28            | Danilo            |              |      |
| V             | 8             | Zé Rafael         |              | 60'  |
| M             | 7             | Dudu              |              | 103' |
| M             | 23            | Raphael Veiga     |              | 78'  |
| M             | 14            | Gustavo Scarpa    |              |      |
| A             | 10            | Rony              |              | 77'  |
| Substitutes:  |               |                   |              |      |
| G             | 31            | Mateus            |              |      |
| G             | 42            | Marcelo Lomba     |              |      |
| Z             | 4             | Benjamín Kuscevic |              |      |
| LE            | 6             | Jorge             |              |      |
| Z             | 12            | Mayke             |              |      |
| Z             | 26            | Murilo            |              |      |
| M             | 20            | Eduard Atuesta    | 116'         | 78'  |
| M             | 30            | Jailson           |              | 60'  |
| M             | 11            | Wesley            | 105'         | 77'  |
| A             | 16            | Deyverson         |              | 118' |
| A             | 19            | Breno Lopes       |              |      |
| A             | 29            | Rafael Navarro    |              | 103' |
| Manager:      |               |                   |              |      |
| Abel Ferreira | Abel Ferreira | Abel Ferreira     | 120+1'       |      |

| Homem do jogo: Antonio Rüdiger (Chelsea) Bandeirinhas: Anton Shchetinin (Austrália) Ashley Beecham (Austrália) Quarto árbitro: Mustapha Ghorbal (Argélia) Árbitro assistente reserva: Abdelhak Etchiali (Argélia) Árbitro assistente de vídeo: Massimiliano Irrati (Itália) Assistentes do árbitro assistente de vídeo: Nicolás Gallo (Colômbia) Mokrane Gourari (Argélia) Ammar Al-Jeneibi (Emirados Árabes Unidos) | Regras do jogo - 90 minutos. - 30 minutos de prorrogação se necessário. - Disputa por pênaltis se o placar permanecer empatado. - Doze substitutos nomeados por equipe. - Máximo de cinco substituições, com uma sexta sendo permitida no tempo extra. |